# Kunming Challenger
Il Kunming Challenger è stato un torneo professionistico di tennis giocato su campi in cemento. Faceva parte dell'ATP Challenger Tour. L'unica edizione si è disputata a Kunming in Cina.

## Albo d'oro

### Singolare
| Anno | Campione           | Finalista    | Punteggio        |
| ---- | ------------------ | ------------ | ---------------- |
| 2013 | Alex Bogomolov Jr. | Rik De Voest | 6–3, 4–6, 7–6(2) |

### Doppio
| Anno | Campioni                        | Finalisti                  | Punteggio |
| ---- | ------------------------------- | -------------------------- | --------- |
| 2013 | Samuel Groth John-Patrick Smith | Gō Soeda Yasutaka Uchiyama | 6–4, 6–1  |